# Southern Spirit
| Recensione | Giudizio |
| ---------- | -------- |
| AllMusic   | [ 1 ]    |

Southern Spirit è un CD della The Marshall Tucker Band, pubblicato dalla Sisapa Records nel 1990.

## Tracce
1. Stay in the Country – 3:38 (Tim Lawter)
2. Destruction (Confessions of a Junkie) – 4:27 (Rusty Milner)
3. Ballad of M.T.B. – 4:35 (Tim Lawter)
4. Chase the Memory – 3:48 (Don Cameron)
5. Country Road – 3:53 (Don Cameron)
6. Why Can't You Love Me – 3:57 (Stuart Swanlund)
7. Special Lady – 4:45 (testo: Rusty Milner, testo e musica: Stuart Swanlund)
8. No Mercy – 4:24 (Rusty Milner)
9. Love Will – 4:06 (Rusty Milner)
10. And the Hills – 3:30 (Don Cameron)
11. Modern Day Man – 3:48 (Rusty Milner)
12. Closer Today – 2:23 (testo: Doug Gray, musica: Rusty Milner)

Durata totale: 47:14

## Formazione
- Doug Gray - voce
- Jerry Eubanks - flauto, sassofoni, accompagnamento vocale
- Rusty Milner - chitarra solista, chitarra ritmica, accompagnamento vocale
- Stuart Swanlund - chitarra slide, chitarra ritmica, accompagnamento vocale
- Stuart Swanlund - voce solista (brano: Why Can't You Love Me)
- Tim Lawter - basso, accompagnamento vocale
- Don Cameron - pianoforte, organo, accompagnamento vocale
- David Allen - batteria

Ospiti
- J.D. Blackfoot - accompagnamento vocale
- Joe Wright - chitarra steel
- Paul Brown - banjo

Note aggiuntive
- Billy Sherrill - ingegnere del suono
- Rusty Milner - ingegnere del suono
- Dave Egan - assistente ingegnere del suono
- Tom Johnson - assistente ingegnere del suono
- Brian Gerstner - assistente ingegnere del suono
- Joe Viers - assistente speciale
- Brad Spencer - assistente speciale
- Buddy Carpenter - manager[2]